# 루테피스크

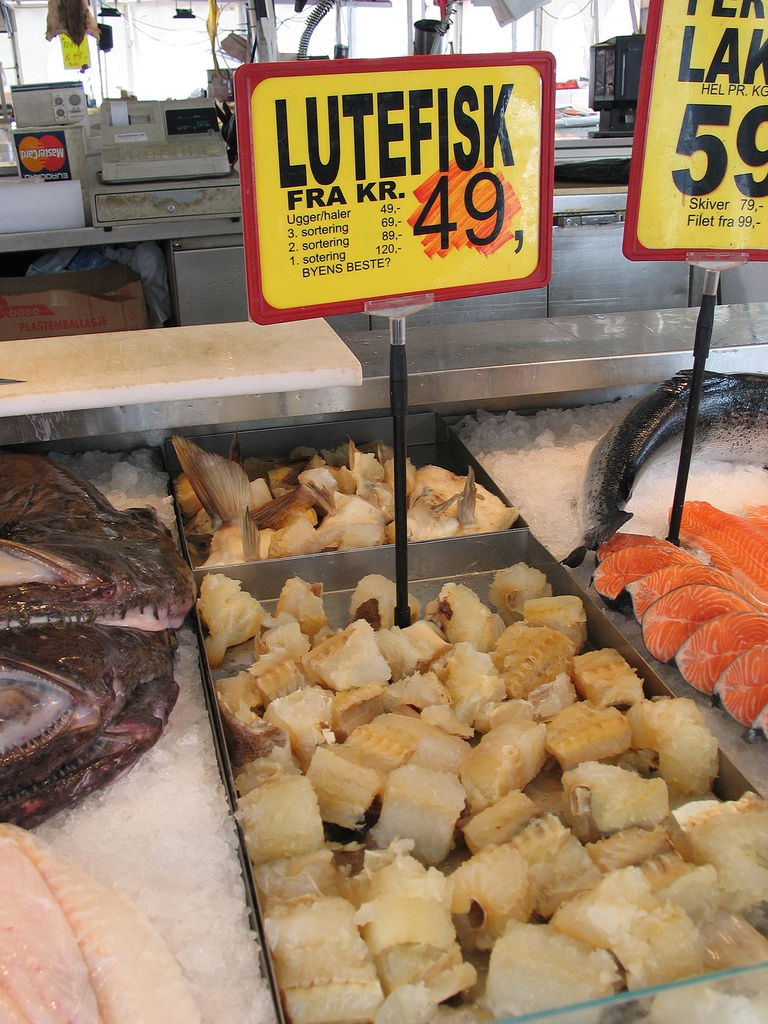
노르웨이 시장에서 팔리는 루테피스크

루테피스크(Lutefisk)는 스웨덴, 덴마크, 노르웨이 등 노르딕 국가의 전통 요리이다. 건조된 흰살 생선이나 클리프피스크(염건어, 주로 염대구)로 만들어진다. 자연풍으로 말린 흰살 생선(주로 대구)를 며칠 동안 처음에는 깨끗한 물로, 나중에는 잿물로 불려서 만든다. 먹을 때는 그냥 먹거나 버터와 함께 오븐에 구워서 먹는다.